# رودولف بيرغهامر
رودولف بيرغمامر (بالإنجليزية: Rudolf Berghammer)‏ (من مواليد 1952، ألمانيا) وهو عالم رياضيات ألماني يعمل في علم الحاسوب.

## حياته
عمل رودولف بيرغمامر كهربائيا في شركة هوكست، من عام 1966 حتى عام 1970. بدأ دراسة الرياضيات وعلوم الكمبيوتر في عام 1973 في جامعة ميونخ التقنية. كان معلموه الأكاديميون فريدريش ل. باور ، وكلاوس ساميلسون ، وغوتفريد تينهوفر ، وغونثر شميدت. بعد الحصول على الدبلومه في عام 1979 ، بدأ العمل كمساعد بشكل رئيسي مع جونتر شميت وفريدريش باور في جامعة ميونخ حيث حصل على الدكتوراه في عام 1984. ومنذ عام 1988 ، عمل كمساعد لغونثر شميدت في كلية علوم الكمبيوتر في الجامعة الألمانية بميونيوخ، حيث حصل أخيرا على تأهيله في عام 1990. منذ عام 1993 وهو أستاذ في تطوير البرامج بمساعدة الحاسوب في قسم علوم الكمبيوتر في جامعة كيل.

## عمله
اشتهر رودولف بيرغمامر بعمله في الرياضيات في مجال العلاقة الثنائية وعلم الدلالة في علوم الكمبيوتر. طور نظام RelView للتلاعب والتصور في مجال البرمجة العلائقية. عمل لسنوات عديدة كرئيس للجنة التوجيهية في سلسلة مؤتمرات RAMICS الدولية (التي كانت تُعرف سابقًا باسم RelMiCS).

## حياته الشخصية
كان تسلق الجبال واحدة من هوايات رودولف. في شبابه تسلق أورترل و بيز بيرنينا وغيرها من القمم الأخرى. وهو متسلق نشط يقضي عدة أيام في جبال الألب كل عام.

## وصلات خارجية
- Prof. Dr. Rudolf Berghammer at جامعة كيل with access to a full list of publications and talks
- Rudolf Berghammer at الببليوغرافيا الرقمية ومشروع المكتبة Bibliography Server
- قالب:ACM Portal
- Rudolf Berghammer at researchr
- رودولف بيرغهامر في شجرة علماء الرياضيات